# Гёкеркан, Джем Каан
Дже́м Каа́н Гёкерка́н (тур. Cem Kaan Gökerkan; род. 9 ноября 2000) — турецкий шахматист, гроссмейстер (2022), шахматный тренер.

## Карьера
Начал играть в шахматы в 8 лет в шахматном клубе Измира.
В 2012 году стал чемпионом Турции среди юниоров.
В 2019 году выиграл Кубок Турции.
Получил свою последнюю норму гроссмейстера на открытом бакинском международном шахматном турнире, став 14-м гроссмейстером Турции.
Получает высшее образование в измирском университете Яшар.